# Bribri

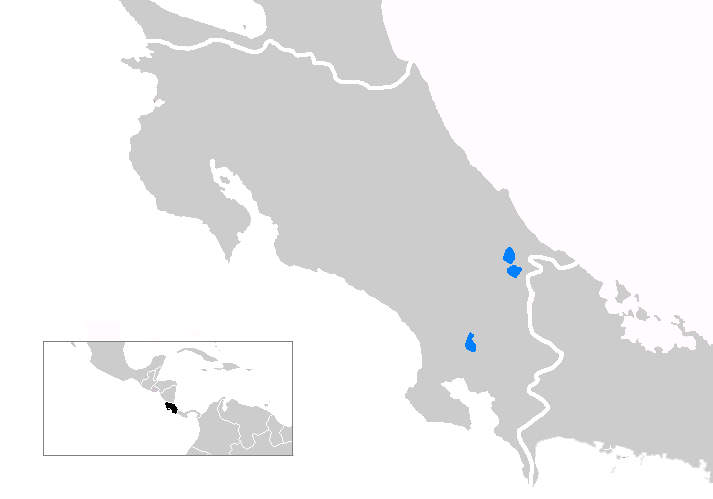
Distribució del bribri

El Bribri és una llengua ameríndia de la família txibtxa parlada pels bribris a la regió de la Talamanca (Costa Rica), i a les muntanyes de la província de Bocas del Toro a Panamà. Pertany a la família lingüística txibtxa, motiu pel qual es troba emparentada amb altres idiomes locals, com el teribe, el cabécar, el boruca, el guaymí i el maleku.

## Vitalitat i distribució geogràfica
Igual que moltes altres llengües americanes, el nombre de parlants del bribri es troba en declivi. Segons el cens de Costa Rica de l'any 2000, la població bribri total suma uns 11.062 individus, dels quals solament un 60% eren parlants natius de la llengua, per la qual cosa s'estima que el nombre de parlants bribris suma uns 6.000 individus, els quals es troben distribuïts en dos cantons costariquenys, Buenos Aires (cantó), en la província de Puntarenas i Talamanca, cantó situat en la província de Limón. Al moment d'escriure aquest article, el bribri és l'única llengua indígena costariqueny que s'ensenya a les universitats públiques d'aquest país centroamericà.

## Consideracions lingüístiques

### Grafia
El bribri va ser sempre una llengua parlada i no va comptar amb escriptura pròpia sinó fins que el lingüista nord-americà radicat a Costa Rica Jack Wilson iniciés una adaptació sistemàtica de l'alfabet llatí (tal com s'usa per representar els signes de l'espanyol costariqueny) per representar amb propòsits primordialment didàctics i investigatius els sons del bribri, tenint en compte usos d'autors que es remunten a la fi del segle xix. La tasca de Wilson va ser finalitzada pel també lingüista Adolfo Constenla Umaña. Els signes de l'alfabet representen gràficament als fonemes o a una part integral d'un fonema. En bribri, com en la majoria de les llengües, els fonemes solen realitzar-se de tres formes diferents entre si: vocals, consonants i semiconsonants. Les símbols emprats per expressar les vocals gràficament són: a, e, ë, i, o, *ö, u; ã, ẽ, ĩ, õ, ũ. Els que s'usen per expressar les consonats són: b, ch, d, j, k, l, m, n, n, ñ, p, r, s, t i i. Els usats per expressar les semiconsonants són: w i i. A causa del sistema escollit per a la representació gràfica, alguns símbols poden representar sons diferents.

#### Suprasegmentals
Els suprasegmentals expressen diferents marques de tipus fonològic, com la nasalitat, els tons i, fins i tot, un fonema. Com ja es va observar en la llista de símbols vocàlics, les vocals nasals es representen per mitjà d'una titlla (˜), mentre que les vocals mitjanes altes, per mitjà de dièresis (¨). A causa de motius tècnics, en les primeres transcripcions de Wilson i Constenla era freqüent l'ocupació del subratllat per indicar la nasalitat, no obstant això, a partir de la dècada dels anys 1990, l'ocupació d'eines informàtiques va facilitar l'ús de mesures més convencionals; en l'actualitat, la norma és l'ocupació de les titlles ja descrites, la qual cosa convé amb els usos internacionals. Els tons es representen per mitjà de l'"accent" gràfic agut (`), el greu (´), el circumflex (^) o bé, per l'absència de qualsevol d'aquests accents gràfics. El fonema oclusiu glotal no es representa amb un autèntic suprasegmental sinó per mitjà d'una cometa simple final o "saltillo" (’).

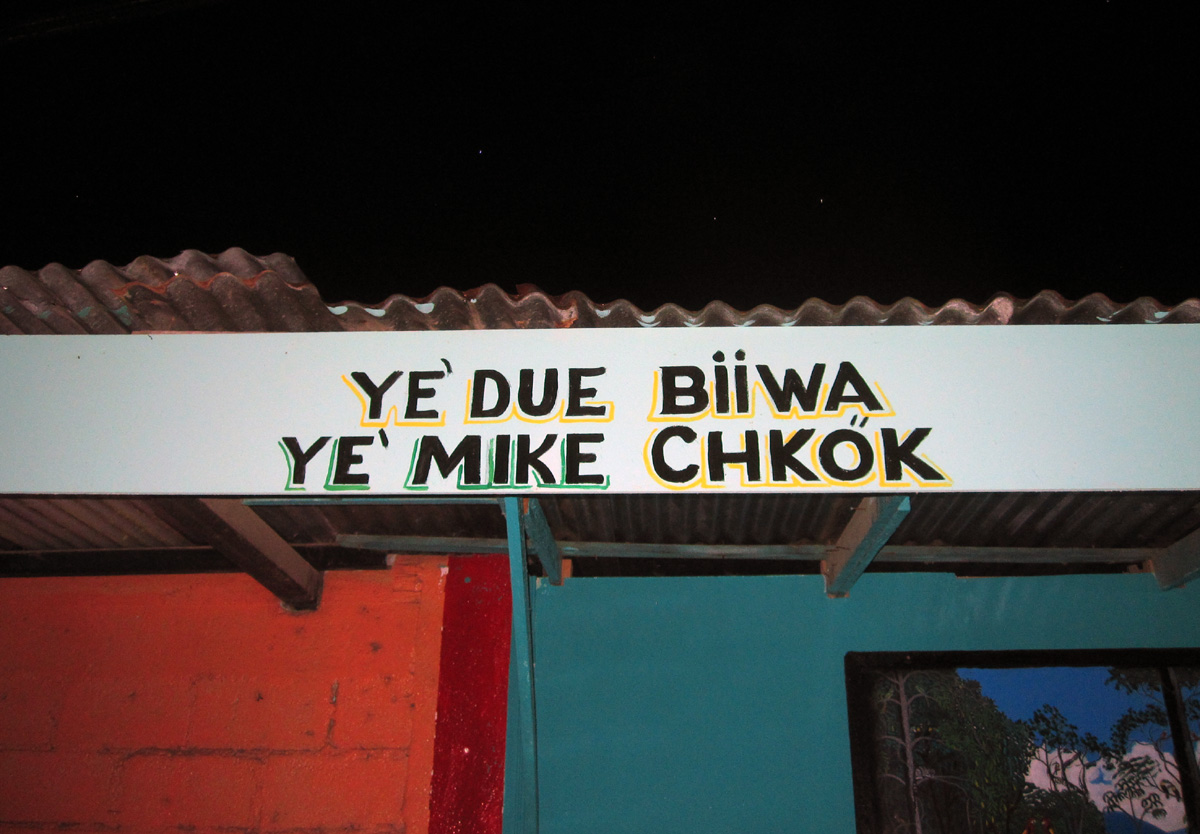
Cartell en bribri en un restaurant bribrí a Talamanca, Costa Rica, que en ortografia estàndard es llegiria «Ye' dawè balí wã, ye' mĩ̀ke chkö̀k». Traducció: «Tinc gana, vaig a menjar».

### Vocals
El bribri posseeix un complex sistema de vocals mitjanes (meitjanes altes i mitjanes baixes), a més de cinc vocals nasals, comptant amb un total de dotze fonemes vocàlics:
|              | Vocals orals | Vocals orals | Vocals orals | Vocals nasals | Vocals nasals | Vocals nasals |
|              | Anteriors    | Centrals     | Posteriors   | Anteriors     | Centrals      | Posteriors    |
| ------------ | ------------ | ------------ | ------------ | ------------- | ------------- | ------------- |
| Tancades     | i            |              | u            | ĩ             |               | ũ             |
| Semitancades | e <ë>        |              | o <ö>        | ẽ             |               | õ             |
| Semiobertes  | ɛ <e>        |              | ɔ <o>        | ẽ             |               | õ             |
| Obertes      |              | a            |              |               | ã             |               |

### Consonants
Aquest és el sistema de consonants del bribri amb l'alfabet tradicional del bribri.
|                | bilabial | dental | alveolar | palatal | velar | glotal |
| oclusives      | p b      | t d    |          |         | k     | ’      |
| geminades      | pp       | tt     |          |         |       |        |
| coarticulades  |          | tch1   |          | tch     |       |        |
| africada       |          |        | ts       | ch y    |       |        |
| fricativa      |          |        | s        | sh      |       | j      |
| vibr. simple   |          |        | r        |         |       |        |
| vibr. multiple |          |        | rr       |         |       |        |
| Lateral        |          |        | l        |         |       |        |
| nasal          | m        |        | n        | ñ       |       |        |
| semiconsonants | w        |        |          | i       | w     |        |

1 Noteu l'aparició d'aquest mateix fonema als dos punts d'articulació necessaris per a la seva realització.

### Dialectologia

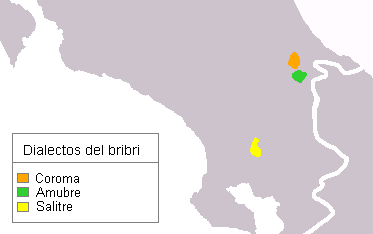
Distribució geogràfica dels tres dialectes del bribri en l'any 2007

El bribri consta de tres dialectes ben definits. Adolfo Constenla Umaña sol anomenar-los dialectes de l'est, de l'oest i del pacífic, no obstant això, en aquest article, s'ha preferit la nomenclatura de Jara: de Coroma, d'Amubre i de Salitre.
Les diferències dialectals més notables que han de considerar-se són les següents:
- A Coroma (C) es dona la neutralització de les vocals nasals ã i õ en favor de õ. Per exemple: 'temps, lloc' es diu kṍ, mentre que en els dialectes d'Amubre (A) i Salitre (S), kã́.
- A Coroma hi ha la tendència a reduir les síl·labes quan la vocal posseeix to baix o neutre i es troba abans d'una síl·laba que la seva vocal tingui to alt o descendent; per exemple 'gallina' és dakarò en (A), dekrò en (S) i krò en (C)).
- Una tercera diferenciació dialectal és la pronunciació de la consonant coarticulada tk/tch. A Amubre i Salitre, paraules com chö́k, 'dir', i tkö́k, 'punyir', són molt diferents, mentre que a Coroma resulta una mica més difícil distingir entre chö̀k i tchö̀k.

Aquestes diferències i unes altres que no es copien aquí fan que una mateixa paraula, sovint, es pronunciï molt diferent entre una regió i una altra; per exemple 'guacal' és tkã’ en (A) i (S), però tchõ’ en (C).

## Història de l'estudi del bribri

### Seglexix
La llengua bribri, considerada com a part de la família txibtxa, va conèixer els seus primers esbossos científics en un article del nord-americà William Gabb titulat On the Indian tribes and languages of Costa Rica (aparegut en 1875 com a part de la publicació Proceedings of the American Philosophical Society) on s'afirma per primer cop que els indígenes costariquenys pertanyien a una mateixa familia "estretament relacionada".
Tanmateix, calgué esperar fins a la ponència Vermwandtshaften und Wanderungen der Tschibtscha, presentada en 1888 i en el si del VII Congrés Internacional d'Americanistes pel lingüista alemany Max Uhle perquè s'establís la família txibtxa com el conglomerat que engloba una sèrie de llengües parlades en parts d'Hondures, Nicaragua, Costa Rica, Panamà i Colòmbia. Uhle aconseguí demostrar que hi havia una relació de parentiu entre les llengües talamanquenyes (bribri, cabécar, térraba, boruca), les llengües guaimís (move, murire, muoy), les llengües arhuaques (cábaga, guamaca, bintucua) i l'extint muisca.

### Segle XX
Durant el final del segle xix i fins a mitjan segle xx, principalment va haver-hi recerques de tipus diacrònic, no obstant això, cap treball va arribar a oferir molt més del que el treball pioner d'Uhle.
Un exemple important dels estudis de mitjan segle XX sobre les llengües talamanquenyes és el treball de l'antropòleg francès Claude Lévi-Strauss qui en 1948 va intentar relacionar una llengua brasilera anomenada nambicuara amb el bribri, el maleku, el térraba i el rama. No obstant això, la tesi de Lévi-Strauss va fallar, ja que, influenciat per la lingüística diacrònica d'inicis del segle xx, es va atenir a similituds morfosintàctiques i va ignorar la fonologia comparativa.